# Pavane pour une infante défunte
Ne doit pas être confondu avec La Havane pour un Infante défunt.
Pour les articles homonymes, voir Pavane (homonymie).
La Pavane pour une infante défunte est à l'origine une pièce pour piano de Maurice Ravel composée en 1899 et dédiée à la princesse de Polignac. La création de la version pianistique eut lieu à Paris le 5 avril 1902 par le pianiste Ricardo Viñes. Son exécution dure environ six minutes.
La Pavane a été orchestrée par Ravel en 1910. L'œuvre porte la référence M.19 dans le catalogue des œuvres du compositeur établi par le musicologue Marcel Marnat.

## Analyse
Précédant habituellement une gaillarde, la pavane est une danse lente, grave, nostalgique et de caractère noble au XVIe siècle et au XVIIe siècle.
Ravel justifia le titre par une allitération poétique et non par une référence à un événement historique. Ravel composera une autre pavane pour l'évocation du conte de la Belle au Bois dormant dans la suite Ma mère l'Oye.
Écrite alors que Ravel étudiait la composition avec Gabriel Fauré au Conservatoire de Paris, la Pavane évoque la danse d'une infante à la cour d'Espagne : « … une pavane qu'aurait pu danser telle petite princesse, jadis à la cour d'Espagne ».
Cette œuvre douce et mélancolique, qui fut toujours bien accueillie par le public, fait partie des compositions emblématiques de Ravel, qui la jugeait avec sévérité : « J’en perçois fort bien les défauts : l’influence de Chabrier, trop flagrante, et la forme assez pauvre. L’interprétation remarquable de cette œuvre incomplète et sans audace a contribué beaucoup, je pense, à son succès ».

### L'orchestration
Deux flûtes traversières, un hautbois, deux clarinettes, deux bassons, deux cors, une harpe et cordes avec sourdines.

### Discographie
Nombreuses versions orchestrales, dont celles de Pierre Boulez dirigeant l'Orchestre philharmonique de New York.
Il existe un enregistrement de cette œuvre jouée par Ravel (sur rouleaux), disponible en CD depuis avril 2004.

## Utilisation dans d'autres œuvres

### En littérature
Cette pavane a inspiré une nouvelle de Jean de La Varende, parue le 15 mai 1946 dans un recueil intitulé Dans le goût espagnol (Monaco, Éditions du Rocher, p. 223-244).
Guillermo Cabrera Infante en a parodié le titre pour son roman autobiographique La Havane pour un Infante défunt.

### À la télévision
- 2014 : Your Lie in April de Naoshi Arakawa - on entend un court extrait dans la série d'animation
- 2022 : Clemenceau, la force d'aimer de Lorraine Lévy - scène dans laquelle Marguerite Baldensperger (Émilie Caen) joue du piano pour la première fois depuis le suicide de sa fille

### Au cinéma
- 1992 : Porco Rosso de Hayao Miyazaki - le thème principal du film est une variation jazz de la Pavane pour une infante défunte.
- 2004 : Rois et Reines d'Arnaud Desplechin - la scène des retrouvailles entre Nora et son fils Elias s'accompagne de la Pavane[5].
- 2008 : Il divo de Paolo Sorrentino - l'introduction du personnage d'Andreotti (Toni Servillo) se fait sur le rythme de la Pavane orchestrée.
- 2011 : Les Neiges du Kilimandjaro de Robert Guédiguian - scène de la fête des 30 ans de mariage de Marie-Claire (Ariane Ascaride) et Michel (Jean-Pierre Darroussin), après la pièce montée de choux et le générique de fin.
- 2012 : The Dark Knight Rises de Christopher Nolan - scène dans laquelle Bruce Wayne (Christian Bale) danse avec Selina Kyle (Anne Hathaway).
- 2014 : Birdman de Alejandro González Iñárritu
- 2019 : Gloria Mundi de Robert Guédiguian - fil conducteur du film

### En Musique
- 1939 : The Lamp Is Low de Peter DeRose et Bert Shefter - ce standard de jazz est inspiré de la Pavane
- 2022 : (Un) Ravel de Benjamin Biolay - cette chanson, tirée de l'album Saint-Clair, a été écrite sur la musique de la Pavane